# انفجار اکلاهماسیتی
انفجار اکلاهماسیتی حادثه ای است که در آن یک ساختمان فدرال در اکلاهما سیتی در روز ۱۹ آوریل ۱۹۹۵ با انفجار مهیبی فروریخت. در این حادثه ۱۶۸ نفر که تعداد زیادی از آنان کودکان یک مهد کودک بودند، جان باختند.
با تحقیقات پلیس مشخص شد که تیموتی مک‌وی عامل این انفجار بوده‌است. در بازجویی‌ها وی علت این اقدام را انتقام‌جویی از مرگ ۸۰ تن از اعضای فرقه داودیه در حادثه واکو اعلام کرد. سه سال قبل از آن حادثه واکو رخ داده بود. تا قبل از وقوع حادثه ۱۱ سپتامبر انفجار اکلاهما سیتی بزرگ‌ترین حادثه تروریستی تاریخ ایالات متحده آمریکا به‌شمار می‌آمد و همچنین مرگبارترین حمله انجام شده به دست یک آمریکایی در خاک آمریکاست.